# 早川勇 (言語学者)
早川 勇（はやかわ いさむ、1947年 - ）は、日本の言語学者。愛知大学名誉教授。接触言語学および英語辞書学を主な研究分野とする。
岡崎学園国際短期大学、人間環境大学人間環境学部および大学院人間環境学研究科教授、愛知大学大学院文学研究科教授及び愛知大学地域政策学部教授を歴任。

## 経歴[2]
- 1947年：愛知県名古屋市に生まれる。
- 1966年：愛知県立旭丘高等学校卒業。
- 1971年：愛知県立大学文学部英文学科卒業。
- 1972年 - 1992年：愛知県高等学校教諭を勤める。
- 1990年：米国 Pacific Lutheran University 教育学大学院修了（英語教育学修士）。
- 1992年：大学教員となる。
- 1995年 - 1996年：英国 University of Exeter 応用言語学部辞書学科名誉研究員として Dr. Hartmann の指導を受ける。
- 1997年：博士（言語文化学）（大阪大学）。
- 1998年：豊田実賞を受賞。
- 1998年：University of Exeter 応用言語学部大学院博士課程満期退学。
- 2008年 - 2009年：英国 University of London 高等研究院英語研究所の客員研究員。
- 2009年 - 2018年：Marquis Who's Who in the World （世界的人名録）に名を刻む。
- 2010年：NHK総合の国民的ことばヴァラエティ「みんなでニホンGO!」（9月16日、第17回 海を渡った日本語スペシャル）に出演し、専門家の立場でコメント[3]。
- 2013年：NHKラジオ第2「私の日本語辞典」にて「辞書を読む・辞書をつくる」と題して4回シリーズで講演[4]。
- 2015年：愛知大学名誉教授。
- 2015年：秋田テレビ「秋田人物伝 河村重治郎」（11月28日放送）に出演。

## 主要著書[5][6]
- 1985年 『英文法の新しい考え方学び方 新丁版』
- 1985年 『日英語の比較と英語教育』
- 1990年 『英語辞書へのプロムナード』
- 1997年 『初期英和辞典の編纂法』
- 1998年 『ウェブスター辞書と英和辞典』
- 1999年 『対照言語学入門 －英語と日本語の特質－』
- 2001年 『辞書編纂のダイナミズム －ジョンソン、ウェブスターと日本－』
- 2001年 Methods of Plagiarism －A History of English-Japanese Lexicography－
- 2003年 『英語のなかの日本語語彙－英語と日本文化との出会い－』
- 2004年 『ウェブスター辞書の系譜』
- 2006年 『英語になった日本語』（春風社）
- 2006年 『日本の英語辞書と編纂者』（春風社）
- 2007年 『ウェブスター辞書と明治の知識人』（春風社）
- 2007年 『明治はいかに英語を学んだか　東海地方の英学』
- 2010年 『英単語のいのち』（春風社）
- 2013年 『啓蒙思想下のジョンソン辞書―知の集成を目指して―』（春風社）
- 2014年 『ジョンソンと「国語」辞典の誕生―18世紀巨人の名言・金言―』（春風社）
- 2014年 『英語辞書と格闘した日本人』（テクネ）
- 2014年 A Comprehensive Catalog of Webster's Dictionaries from 1806 to 2000 (Texnai)
- 2014年 A Historical Dictionary of Japanese Words Used in English (Revised and Corrected Edition. Texnai)
- 2015年 『英米における辞書の歴史』（テクネ）
- 2015年 『学習英和辞典のこれから、辞書史から学ぶ』（テクネ）
- 2022年『英語教育とは、文化の教育だ。: 43年間の悪戦苦闘』（アマゾン）
- 2022年『ランブラー随筆集: 十八世紀英国の文豪ジョンソン博士』（アマゾン）
- 2022年『森有礼の日本語廃棄論を論破した 馬場辰猪の『日本語文法初歩』: 解説と翻訳と現代語版』（アマゾン）
- 2022年『ウェブスター辞書と日本の夜明け: 明治のリーダーは英語といかに向き合ったか』（アマゾン）
- 2022年『日英語の対照研究、その理論と実践』（アマゾン）
- 2022年『英語に入った日本語の研究（ 改訂版）』（アマゾン）
- 2022年『ウェブスター簡約英語辞典（1806）序文: 解説と翻訳と原文』（アマゾン）
- 2022年『英語特殊辞典の世界: 熟語、類義語、連語』（アマゾン）
- 2022年『英語辞書と関わった人々: 久野朔郎、木下半治、棚橋一郎、子安峻、柴田昌吉』（アマゾン）
- 2022年  A Historical Study of English Lexicography in UK, USA and Japan (Amazon)
- 2022年  A Little Dictionary of Great Quotes from Samuel Johnson  (Amazon)
- 2022年  A Comprehensive List of Johnson’s Dictionary Sources: With the total number of quotations of each author in the first and fourth editions combined (Amazon)
- 2023年『英語に入った日本語の話 (写真版)』（アマゾン）
- 2024年『啓蒙思想と「国語」辞典: ジョンソン、ウェブスター、オウグルビー、大槻の場合』（アマゾン）
- 2024年『言語獲得の驚くべき諸相: 獲得過程の形式化をめざして』（アマゾン）
- 2024年『エドワード・サピア入門: その人生と言語学』（アマゾン）

## 社会貢献
- 1996年：エクセター大学の Dictionary Research Centre に、18世紀を中心とする辞書を約30冊寄贈。
- 2014年：明治学院大学附属図書館に、ウェブスター辞書約100冊を寄贈[7]。
- 2015年：Theater X（シアターXカイ）に、アメリカ劇作家オニールの戯曲（原文と翻訳本）を約50冊寄贈。
- 2015年：愛知県津島市立図書館へ、「尾張国神社境内及朝夕祭礼略図」（富永七三郎、明治29年10月）を寄贈。
- 2016年：名古屋大学附属図書館医学部分館に、近藤橘三郎筆記による愛知医学校および愛知県立医学校の講義録全15冊および幕末明治期の医学関係和書約50冊を寄贈。
- 2016年：お茶の水女子大学図書館へ、中村正直の書を1軸寄贈。
- 2016年：慶応義塾大学福澤研究センターへ、「英学教師ベデンジャー氏送別記念写真」1点を寄贈[8]。
- 2016年：愛知県の一宮市立図書館に、シャガールのリトグラフ版画オデュセーの1枚を寄贈。